# Hexaméthylbenzène

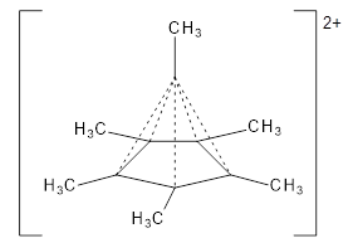
dication C_{6}(CH_{3})_{6}^{2+} formé par époxydation de benzène de Dewar et traitement avec l'acide magique,. Il n'y a pas d'hypervalence de l'atome de carbone apical mais une hypercoordination qui permet une aromaticité-3D.

L'hexaméthylbenzène est un composé organique de formule C6(CH3)6 qui consiste en un noyau benzénique complètement substitué par des groupes méthyle. Cet alkylbenzène peut être formé par condensation de trois molécules de but-2-yne.